# 문맥 의존 언어
문맥 의존 언어(context-sensitive language)는 문맥 의존 문법이 생성하는 형식 언어이다. 이와 동치인 정의로, 비축약 문법이 생성하는 형식 언어라고 할 수도 있다. 문맥 의존 언어는 촘스키 위계에 속한 네 가지 유형의 형식 언어 중 하나이다.

## 계산적 성질
계산적으로 문맥 의존 언어는 선형유한 비결정적 튜링 기계, 즉 선형유한 오토마타와 동등하다. 이것은 입력의 길이가 {\displaystyle n}일 때 테이프의 길이가 {\displaystyle kn}칸으로 제한된 비결정적 튜링 기계이다. 이때 {\displaystyle k}는 기계에 따라 정해진 상수이다. 다시 말해, 이러한 기계가 인식하는 모든 언어는 문맥 의존 언어이고, 거꾸로 모든 문맥 의존 언어는 이러한 기계로 인식할 수 있다.
모든 문맥 의존 언어의 집합은 복잡도 종류 NLINSPACE 또는 NSPACE(O(n))으로 나타내기도 하는데, 비결정적 튜링 기계에서 선형 공간복잡도로 결정할 수 있기 때문이다.  복잡도 종류 LINSPACE (또는 DSPACE(O(n)))도 비슷하게 정의하지만 비결정적 튜링 기계 대신 결정적 튜링 기계를 사용하는 점이 다르다. LINSPACE이 NLINSPACE의 부분집합인 것은 당연하지만, LINSPACE = NLINSPACE인지는 아직 밝혀지지 않았다.
어느 문자열이 주어진 문맥 의존 언어 또는 결정적 문맥 의존 언어에 속하는지 결정하는 문제는 PSPACE-완전 문제이다.

## 예시
문맥 자유 언어가 아닌 문맥 의존 언어의 단순한 예시로 {\displaystyle L=\{a^{n}b^{n}c^{n}:n\geq 1\}}이 있다. 즉 n개의 "a", 그 뒤에 n개의 "b", 그 뒤에 n개의 "c"가 나오는 모든 문자열, 예컨대 abc, aabbcc, aaabbbccc 등을 모아 놓은 언어이다. 이 언어를 포함하는 더 큰 언어인 바크 언어(Bach language)는 "a", "b", "c"(또는 다른 아무런 세 기호)가 똑같은 횟수만큼 나타나는 모든 문자열, 예컨대 aabccb, baabcaccb 등을 모두 모아 놓은 언어인데, 이 역시 문맥 의존 언어이다.
언어 L을 인식하는 선형유한 오토마타를 만듦으로써 L이 문맥 의존 언어임을 보일 수 있다. L이 문맥 자유 언어가 아님을 보이려면 문맥 자유 언어에 대한 펌핑 보조정리를 사용할 수 있다.
문맥 자유 언어가 아닌 문맥 의존 언어의 다른 예시로는 다음과 같은 것이 있다.
{\displaystyle L_{Cross}=\{a^{m}b^{n}c^{m}d^{n}:m\geq 1,n\geq 1\}}: 이 언어를 생성하는 문맥 의존 문법은
{\displaystyle a^{m}C^{m}}
과
{\displaystyle B^{n}d^{n}}
꼴의 문장 형식을 생성하는 문맥 자유 문법으로 시작해서
{\displaystyle CB\rightarrow BC}
와 같은 자리바꿈 규칙을 추가하고, 새로운 시작 기호와 표준적인 문법적 장치를 더해서 만들 수 있다.
{\displaystyle L_{MUL3}=\{a^{m}b^{n}c^{mn}:m\geq 1,n\geq 1\}}: (이름의 "3"은 알파벳이 3개 글자로 되어 있다는 뜻이다.) 즉 "곱셈" 연산은 문맥 의존 언어를 낳는다. (반면에 "덧셈" 연산은 문맥 자유 언어로 충분한데, 규칙 {\displaystyle S\rightarrow aSc|R}와 {\displaystyle R\rightarrow bRc|bc}로 구성된 문법을 보면 알 수 있다.) 곱셈의 교환법칙 때문에, 이 언어를 생성하는 가장 직관적인 문법은 중의적이다. 중의성을 해결하려면 더 제한된 부분집합, 예컨대 {\displaystyle L_{ORDMUL3}=\{a^{m}b^{n}c^{mn}:1<m<n\}}를 고려하면 된다. "곱셈" 언어를 변형해서
{\displaystyle L_{MUL1}=\{a^{mn}:m>1,n>1\}}를 만들 수 있고, 이로부터 다시 {\displaystyle L_{m^{2}}=\{a^{m^{2}}:m>1\}}, {\displaystyle L_{m^{3}}=\{a^{m^{3}}:m>1\}} 따위의 문맥 의존 언어를 만들 수 있다.
{\displaystyle L_{REP}=\{w^{|w|}:w\in \Sigma ^{*}\}}: 이 언어를 생성하는 문맥 의존 문법은 {\displaystyle L_{Square}=\{w^{2}:w\in \Sigma ^{*}\}}, {\displaystyle L_{Cube}=\{w^{3}:w\in \Sigma ^{*}\}} 따위를 생성하는 문맥 의존 문법을 일반화해서 얻을 수 있다.
{\displaystyle L_{EXP}=\{a^{2^{n}}:n\geq 1\}}.
{\displaystyle L_{PRIMES2}=\{w:|w|{\mbox{ is prime }}\}}: (이름의 "2"는 알파벳이 2개 글자로 되어 있다는 뜻이다.) 유리스 하르트마니스는 펌핑 보조정리를 사용해 이 언어가 문맥 자유 언어가 아님을 보이고, 대응하는 선형유한 오토마타를 구성함으로써 이 언어가 문맥 의존 언어임을 보였다.
{\displaystyle L_{PRIMES1}=\{a^{p}:p{\mbox{ is prime }}\}}: (이름의 "2"는 알파벳이 1개 글자로 되어 있다는 뜻이다.) 마티 소이톨라는 선형유한 오토마타를 사용해 이 사실을 보였고 마르티 펜토넨은 문맥 의존 문법을 사용해 보였다.
문맥 의존 언어가 아닌 재귀 언어의 예로는 결정 문제의 복잡도가 EXPSPACE-난해한 임의의 언어가 있다. 예를 들어 서로 동등한 두 정규 표현식의 짝들의 집합이 그러한 언어이다.

## 닫힘 성질
- 두 문맥 의존 언어의 합집합, 교집합, 문자열 연결은 문맥 의존 언어이다. 문맥 의존 언어의 클레이니 스타도 문맥 의존 언어이다.[10]
- 문맥 의존 언어의 여집합은 문맥 의존 언어이다.[11] 이 결과를 이머만-셀레프체니 정리라고 한다. 따라서 두 문맥 의존 언어의 차집합도 문맥 의존 언어이다.

## 같이 보기
- 선형유한 오토마타
- 촘스키 위계